# فرودگاه اومبوزرتو
فرودگاه اومبوزرتو (به انگلیسی: Umbozero (airport))  یک فرودگاه نظامی مسافربری  است که یک باند فرود بتن دارد و طول باند آن ۲۵۰۰ متر است. این فرودگاه در  کشور روسیه قرار دارد .